# Ílam
Ílam Srí Lanka szigetének tamil neve. Többféle kiejtése létezik, úgymint: Eezham, Ezham, Iizham és Ilam. A Tamil Ílam Srí Lanka hagyományosan tamilok által lakott területeit jelenti.

## A szó eredete
Bizonyos vélemények szerint a Szinhála vagy Szimhála ókori szingaléz szó tamil leszármazottja, amely a sziget nemzetét jelentette. Mások a Toddy (pálmabor) tamil nevéből származtatják a szót.

## Korai emlékek
A szó a Szangam korszakban jelent meg az Ílattu Púthanthevánar (angol: Poothan Thevan from Eelam) című költemény címében. Ezért időrendileg az Ílam szó elsődlegesen a Szimhála vagy Szinhála Srí Lankai szóhoz kapcsolható. A Csola korszakban a szó helynevek részeként is megjelent feliratokon, mind pálmaborkészítők céheinek nevében, mind Tamilnádu és Kerala pálmabor készítőinek településneveiben.
Még ma is találkozhatunk az Ílacserri (Íla települése) elnevezéssel Kerala tartományban. A szó tovább él Kerala tartomány jelentős pálmaborkészítő kasztjának nevében is.

## Lásd még
- Ezhavas – Kerala ősi pálmabor készítő kasztja
- Tamil Ílam – Srí Lanka északkeleti részének tamil elnevezése